# John B. Thompson
John Brookshire Thompson (Minneapolis, 20 de julho de 1951) é um sociólogo e professor da Universidade de Cambridge. Seu objeto de estudo é a influência da mídia e da ideologia na formação das sociedades modernas. Entre suas publicações encontram-se Ideology and Mass Culture, A Mídia e a Modernidade: Uma Teoria Social da Mídia (1995) e Mercadores de Cultura: O Mercado Editorial no Século XXI (2013).

## Educação
Thompson se formou em Filosofia, Sociologia e Antropologia Social na Keele University em 1975.

## Pensamentos
Thompson estudou a influência da mídia na formação das sociedades modernas, um assunto no qual ele é um dos poucos teóricos a se focar.

### Visibilidade Mediada
Com o desenvolvimento das tecnologias do meio de comunicação, nasce um novo tipo de interação entre as pessoas da qual o autor nomeia como "quase-interação mediada". Nesse tipo de interação são produzidas e transmitidas formas simbólicas (gestos, expressões faciais etc) para um número ilimitado de receptores. São exemplos de quase-interação mediada: televisão, rádio, jornais, livros etc.
Com esse avanço tecnológico, o autor defende que surgiu um novo tipo de visibilidade. Essa nova visibilidade criada pelos meios de comunicação consiste em tornar  acontecimentos ou atitudes visíveis para a sociedade sem que haja um compartilhamento espácio-temporal entre os indivíduos. 
Como características dessa nova visibilidade está a ampliação do campo de visão das pessoas tanto em relação a espaço como de tempo. Por exemplo, um indivíduo pode presenciar determinado evento em algum lugar que seja distante dele. Outra característica é que o campo de visão torna-se unidirecional: a pessoa pode ver através de filmagens ou fotos outras que estejam distantes mas estas, na maior parte das vezes, não podem enxergá-la. 
Essa nova visibilidade criada pela mídia modificou a noção de privacidade e publicidade de um indivíduo em determinado acontecimento. A mídia pode trazer a tona eventos que são realizados de forma privada para esfera pública. Como exemplo disto, pode ser citado o escândalo midiático, através da mídia pode ser informado vazamento de informações, denúncias que envolvem políticos etc.